# Pirates Ahoy
《Pirates Ahoy!》，是一款由英國Playfish開發的網頁遊戲，主要運行於Facebook平台，其為Playfish開發系列遊戲最新推出的Facebook遊戲。
遊戲模式主打尋寶遊戲，玩家扮演海盜，可擁有自己的海盜船和島嶼。可在不同海域上航行，完成指定任務或擊倒怪物，取得藏寶圖挖取寶藏，收集獎勵品。玩家亦可自訂船的外觀，購買各種建築物和裝飾來佈置小島等多種玩法。
2010年9月2日進行首次大型改版，新增新的地圖、商品、寶石和收藏品寶藏，以及競技場對戰模式，可與玩家進行互動對戰新內容。9月21日小改版推出信件箱功能，好友可贈送魚幣商品以及留言，同時更新徽章系統、新的寶藏和武器，體力回復時間縮減，等級上限至91等。

## 遊戲內容

### 尋寶
遊戲主要目標在於收集藏寶箱（Treasures）內所有的寶藏，經過金屬或寶石裝飾，還原寶藏原貌，完成後即可放置自己的島嶼擺設。想要在小島上挖取寶藏，得先取得藏寶圖，而藏寶圖在海域上打擊怪物（章魚、水母或海馬等）有機率性得到。
世界地圖

新增的大沼澤地圖

遊戲目前推出四大海域，在世界地圖（World Map）可選擇前往其他海域：
- 加勒比海（The Caribbean）
- 寒北（The Cold North，等級限定12）
- 遠東（The Far East，等級限定24）
- 大沼澤（The Great Swamp，等級限定39，並完成「Lighting The Way」任務）

寶藏收集品
每個海域有各自特色的寶藏可收藏，每個寶藏都有六個部分，每個部分都經指定寶石金屬雕飾後，修復完成即可得到完整的寶藏。另外「儲存收集品」（Storage Collection）在各大海域即可挖得，完成後取得的寶藏可以增加10格的儲存量。部份完成的收集品具有特別功能，寒北地區的「女武神收集品」完成可獲得額外的10個儲存空間，遠東的「日本和埃及收集品」完成則有專屬的工作站，此外「黃道收集品I、II」分別完成的寶藏可組成一個完整的中國塔樓建築。
- 加勒比海(10+1)－「印加I」、「印加II」、「馬雅」、「巫毒」、「原住民」、「西班牙」、「部落*」、「阿拉伯*」、「探索者**」、「銅器**」
- 寒北(9)－「寵物」、「冰極」、「雪人」、「維京」、「亞特蘭提斯」、「女武神」、「桃花心木*」、「野地守護者**」、「冰魚**」
- 遠東(9)－「埃及」、「日本」、「中國」、「希臘」、「龍」、「武士」、「黃道I」、「黃道II」、「蜂蜜**」
- 大沼澤(7)*－「沼澤I」、「沼澤II」、「沼澤III」、「青蛙王子」、「亞馬遜」、「蝴蝶」、「黑苺灌木**」

天然資源
收集品需由天然資源來修復，數量種類在藏寶箱介面裡的「資源袋」（Resource Bag）裡。9月2日的改版，從原本的寶石和金屬，又新增了天然寶石種類，及更多金屬，目前共有15種不同的天然物，取得方式也作了更動。
- 寶石（Gems）:從打怪或挖地取得，紅寶石、藍寶石、翡翠、鑽石、黃水晶*。
- 金屬（Metals）:每日拜訪朋友取得，金礦、銀礦、銅礦、鐵礦*、鉍礦*。
- 天然寶石（Natural Gems）:贏得戰鬥勝利或完成任務取得，黑玉*、斑彩石*、琥珀*、黑珍珠*、白珍珠*。

### 經驗值
取得更高經驗值，可以到更多的海域航行冒險，也可購買更高等的建築物和裝飾品。取得經驗值的方式有多種：
- 完成任務（主要劇情任務，及打怪任務、包裹任務和拍照任務等，次要任務最多可接取二個）
- 攻擊怪物（隨等級提升，會有更高等的怪物賺取更多經驗）
- 挖取寶藏（除了經驗值，機率性挖到金錢、糧食、金屬、寶石和寶藏）
- 收成產品（工作站可收取金錢及經驗值）

升等獎勵
每升5個等級，即可得到遊戲贈送魚幣商品：
| 等級 | 禮物名稱                   | 種類     | 魚幣     | 等級 | 禮物名稱                         | 種類     | 魚幣     |
| ---- | -------------------------- | -------- | -------- | ---- | -------------------------------- | -------- | -------- |
| 5    | 食人植物（Piranha Plant）  | 自然     | C2       | 30   | 黃金藏寶箱（Sparkling Treasure） | 裝飾     | C3       |
| 10   | 砲台（Firing Canon）       | 裝飾     | C3       | 35   | 5000金幣                         | 5000金幣 | 5000金幣 |
| 15   | 海盜拱門（Pirate Archway） | 裝飾     | C5       | 40   | 牡蠣（Oyster）                   | 食物     | C2       |
| 20   | 5000金幣                   | 5000金幣 | 5000金幣 | 46   | 冰立方（Ice Cube）               | 自然     | C2       |
| 25   | 鯨魚餅乾（Whale Biscuit）  | 食物     | C6       | 50   | 羊小腿（Lambshank）              | 食物     | C8       |

### 精力值
遊戲的另一個設計，是玩家的精力值，無論打怪或是挖地都會耗費對等的體力，力量耗盡就無法執行任何指令。回復體力可以等待時間，從原本12小時縮減至8小時即可回滿。主要以吃食物來回復精力，食物則挖地或每日拜訪朋友可取得，而每當升級也可回滿精力值。招募隊員可以提高精力值上限，隊員可在大海上花費大筆金錢援救，亦可張貼在Facebook上免費招募。
食物補充精力是以百分比（%）為單位，對應總精力所吃的食物有相對的比值，食物可向朋友要求，用魚幣購買，或挖地及拜訪取得：
- 魚幣食物

| 食物名稱                  | 百分比 | 魚幣 |
| ------------------------- | ------ | ---- |
| 牡蠣（Oyster）            | 10%    | 2    |
| 鯨魚餅乾（Whale Biscuit） | 50%    | 6    |
| 羊小腿（Lamb Shank）      | 75%    | 8    |
| 烈酒桶（Barrel of Grog）  | 100%   | 10   |

- 一般食物（48小時過期）

打怪、挖地及拜訪朋友都有機會取得，部分食物(*)可由朋友每日贈送。
| 食物名稱                                                       | 百分比                                                         | 食物名稱                                                       | 百分比 |
| -------------------------------------------------------------- | -------------------------------------------------------------- | -------------------------------------------------------------- | ------ |
| 小魚餅乾（Fish Biscuits）                                      | 2%                                                             | 牛奶餅乾（Milk and Cookies）*                                  | 9%     |
| 香蕉（Banana）*                                                | 3%                                                             | 大骨湯（Bone Soup）                                            | 10%    |
| 西瓜（Watermelon）*                                            | 5%                                                             | 炸魚（Dried Fish）                                             | 12%    |
| 章魚串燒（Octopus Skewers）*                                   | 7%                                                             | 魚漢堡（Fish Burger）                                          | 13%    |
| 野餐籃（Picnic Basket，發佈於首頁由朋友點取贈送，每日2個上限） | 野餐籃（Picnic Basket，發佈於首頁由朋友點取贈送，每日2個上限） | 野餐籃（Picnic Basket，發佈於首頁由朋友點取贈送，每日2個上限） | 50%    |

## 島嶼介面
除了尋寶外，遊戲另一特色是玩家可以擁有且佈置屬於自己的小島，在島嶼模式下有「建築」（Build）和「土地」（Land）功能可供選擇：
- 「土地」－可擴充島嶼大小11X11（需花費10魚幣或2萬金幣）、改變土地樣式或剷除（免費，隨等級提高有更多樣式）

等級14可購買第二座島嶼（花費2萬金幣）
- 「建築」－所有佈置島嶼上的各式建物，細分為「工作站」、「特殊」、「建物」、「裝飾」、「自然」、「神秘」

工作站（Workshops）
主要賺取金錢的建物，共有椿腳磨坊（$1000）、鸚鵡農場（6等，$2000）、釀酒廠（12等，$3000）和眼罩工廠（18等，$4000）四種，製作時間從1小時至1天，逾時則會消失。
完成「遠東」地圖的寶藏收集，可得到額外的工作站，分別為［日本］－忍者飛鏢工廠（Ninja Star Factory）和［埃及］－採石廠（Quarry）。
特殊（Specials）
具有特殊功能的物品，有幫忙收成產物的驢子（C3+）、可產金屬或寶石礦脈（C7）和每日可收成10%精力的蜂巢（C75），此欄項目皆要以魚幣購買。
建物（Buildings）
各式各樣風格的建築物皆在此處，少部分建築物需要用魚幣購買。部分建築有互動（INTERACTIVE）功能，像是風車。目前最高價的商品為巴士底城堡（Bastille Castle）
裝飾（Decoration）
可供佈置島嶼的裝飾品，部分裝飾品須用魚幣購買。除部分裝飾品有互動功能，也有場景特效（SPECIAL EFFECT）呈現，特殊擺飾可將海水變成綠色，或是變成岩漿。
自然（Nature）
大自然的所有景觀，包含花、草、樹木、牲畜、山脈等，部分大型景觀需用魚幣購買，如藤蔓、火山、骷髏洞。
神秘（Mystery）
此欄沒有商品可購買，為放置所收集修復完成寶藏的欄位。

## 對戰模式
2010年9月2日推出的戰鬥競技場（BATTLE ARENA），以摧毀其他海盜來自立海上王者，贏著名聲與榮耀，獲得更多的金錢、寶物及更多獎勵。
一個戰鬥通行證（Battle Pass）等於一個挑戰，每日可得到三個免費的通行證，亦可藉由拜訪朋友、挖地以及魚幣購買獲得更多。增加技能點數（Skill Point）提升你的戰鬥地位（Rank），更能得到更具威力的武器。對手的等級越高，越可贏得更多的技能點數。
武器介面
選單左邊是船艦資料（SHIP STATS），有著砲彈（Cannon）、撞槌（Ram）和盾牌（Shield）的基本攻擊數值，以及健康值（Health）。點擊武器圖示，可進入裝備商店，有更多良好的武器可供選擇購買。
戰鬥玩法
類似剪刀石頭布，砲彈勝盾牌、盾牌勝衝撞、衝撞勝砲彈。選擇好五個回合的戰鬥方式，每回合輸的一方健康值會減少，五個回合結束健康值高的那方則獲得勝利。玩家可升級武器來造成更大的傷害，等級提升可得到更好的武器。另外，攻擊介面可以設置力量提升（Power Ups），增加健康值、攻擊力或防禦力來贏得勝利。當選擇好挑戰等待對手回應即開始對戰，每日最多可接受五場對戰。

## 送禮模式
Facebook網頁遊戲講求與玩家設交互動，其遊戲每日可與其他玩家互增禮物，禮物共分為四大類：
- 收集品（COLLAB，大海盜雕像的四個部分，另兩部分要挖地取得）

頭的部分(10)、水壺部分(10)、腳的部分(10)、劍的部分(10)［鉤的部分(20)、鸚鵡部分(3)］
- 能量（ENERGY）

香蕉（3%）、西瓜（5%，5等）、章魚燒（7%，15等）、牛奶餅乾（9%，25等）
- 項目（ITEMS）

水塔、捕蠅草、香蕉樹、招財貓
- 任務（MISSIONS）

協助任務、拍照任務、打怪任務

## 遊戲推廣
Playfish公司推出的新遊戲，皆會在旗下開發的所有系列遊戲推廣宣傳，增加相關項目與玩法：
- Restaurant City：免費取得「Pirates Ahoy Parrot」項目一個。
- My Empire：火山島（Volcano Island）地圖新增期間限定的海盜軍隊（Pirate Army）。
- Hotel City：《Pirates Ahoy!》遊戲等級達到15，即可得到寒北地區的特色房間「Pirate Tavern」。

## 外部連結
- 遊戲專頁（页面存档备份，存于）
- 遊戲基地介紹頁面